# 1.º Distrito Congressional do Arizona
O 1º Distrito Congressional do Arizona é um dos 8 Distritos Congressionais do Estado norte-americano do Arizona, segundo o censo de 2000 sua população é de 641.329 habitantes.
Fica no Leste deste Estado e inclui as cidades de:
- Phoenix (Arizona)
- Tucson